# Kongres Spojených států amerických

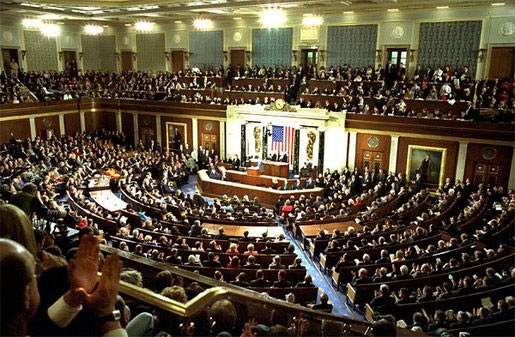
Jednání kongresu – prezident George W. Bush přednáší zprávu o stavu unie

Kongres Spojených států amerických je nejvyšší zákonodárný orgán Spojených států amerických. Jedná se o dvoukomorovou legislaturu skládající se ze Senátu (horní komora) a Sněmovny reprezentantů (dolní komora), přičemž podle Ústavy Spojených států jsou si obě komory rovny. Obě komory zasedají v budově Kapitolu v hlavním městě Washingtonu D.C. Kongres má 535 členů s hlasovacím právem: 100 senátorů a 435 reprezentantů. Viceprezident Spojených států, jakožto předseda Senátu, má hlasovací právo pouze v případě rovnosti hlasů v horní komoře. Sněmovna reprezentantů má také šest členů bez hlasovacího práva. Členové obou komor jsou voleni přímo.
Kongres se schází na dvouleté období. Volby jsou konány každý sudý rok mezi 2. až 8. listopadem na tzv. Volební den, Kongres jako neměnný celek je pak sestaven k 3. lednu v částečně novém obsazení. Do Kongresu ovšem mohou být pořádány doplňující volby. Od roku 1929 je počet členů dolní komory 435 (s výjimkou voleb v roce 1958 a 1960 kdy jich bylo 436, respektivě 437, po vstupu Aljašky a Havaje do Unie), s tím že je vyžadováno, aby každých 10 let po ukončení sčítání lidu byly křesla znovu přerozděleny. Každý stát má též 2 senátory, což ustanovuje aktuální počet členů Senátu na 100.
Kongres USA má právo vytvářet zákony, jmenovat federální soudce a další úředníky, rozhodovat o výši daní, i vyhlášení války a určovat pravidla vlastní aktivity. Zákony může navrhnout každá z obou a platí jen po schválení oběma komorami. Prezident má právo návrh vetovat.

## Volební systém do Kongresu
Jak senátoři, tak i reprezentanti jsou voleni v přímých všeobecných demokratických volbách podle většinového systému.

## Historie
První shromáždění (kongres) reprezentantů tehdy ještě 12 z 13 britských kolonií se sešlo 5. září 1774. Druhý kongres z 4. července 1776 schválil Vyhlášení (deklaraci) nezávislosti. Prvních osm let byl Kongres jednokomorový s jedním hlasem za každý členský stát. To vyvolávalo rozpory mezi státy z hlediska počtu obyvatel velkými a malými. Řešením byl kompromis (zvaný Connecticutský nebo Velký) v podobě dvou komor, Sněmovny s počtem hlasů podle počtu obyvatel a sněmovnou voleného Senátu s rovnými hlasy států. Toto uspořádání platilo od 4. března 1789.
V první polovině 19. století byla sněmovna často ve sporu se senátem kvůli regionálním záležitostem včetně otroctví. Sever s početnějším obyvatelstvem než jih dominoval ve sněmovně, přesto neměl možnost přehlasovat Senát s rovností hlasů států. Sněmovna opakovaně schvalovala zákaz otroctví v nově získaných územích po mexické válce, Senát jej ale úspěšně blokoval až do občanské války (1861–1865), následující po odtržení několika jižních států. Také rezignovali senátoři odtržených (tj. otrokářských) států a Senát tak přestal zákaz otroctví blokovat.

## Sněmovna reprezentantů
Sněmovna reprezentantů USA (ang. The United States House of Representatives, krátce běžně The House) sídlí v jižním křídle Kapitolu. Křesla ve Sněmovně reprezentantů jsou rozdělena mezi jednotlivé státy USA podle počtu obyvatel, každý stát má garantované alespoň jedno křeslo. Jde o 435 hlasujících členů – reprezentantů, často zvaných kongresmani. Dále zde zasedají nehlasující reprezentanti Americké Samoy, Washingtonu D.C., Severních Marián, Guamu a Amerických Panenských ostrovů, z nichž každý reprezentuje jeden kongresový volební okrsek a slouží dva roky. Portoriko posílá nehlasujícího občanského komisaře, který jediný je volen na čtyři roky. Celkově tak má Sněmovna reprezentantů 441 členů.
Komoře předsedá její mluvčí, který je volený komorou a tradičně je jím vůdce sněmovního stranického klubu Republikánské nebo Demokratické strany (ang. the House Democratic Caucus, resp. the House Republican Conference), podle toho, která má více hlasujících kongresmanů.

## Senát
Senát je podle ústavy tvořen dvěma zástupci za každý z federálních států (v současnosti má tedy 100 členů). Tím je zajištěno, že každý stát má stejné zastoupení, nezávisle na rozloze a počtu obyvatel. Volební období senátora je 6 let, každé dva roky se volí třetina senátorů. Předsedou senátu je z titulu své funkce viceprezident USA. Ten však nemá hlasovací právo, s výjimkou případů rovnosti hlasů, kdy má právo rozhodujícího hlasu.

## Společné zasedání
Společné zasedání obou komor Kongresu se koná:
- při formálním sčítání hlasů volitelů a potvrzení vítěze prezidentské volby;
- při přednesu zprávy o stavu Unie;
- pokud je prezident svolá v případě mimořádné události (k tomu došlo například po útoku na Pearl Harbor 7. prosince 1942 nebo po teroristických útocích 11. září 2001)

## Pravomoci Kongresu

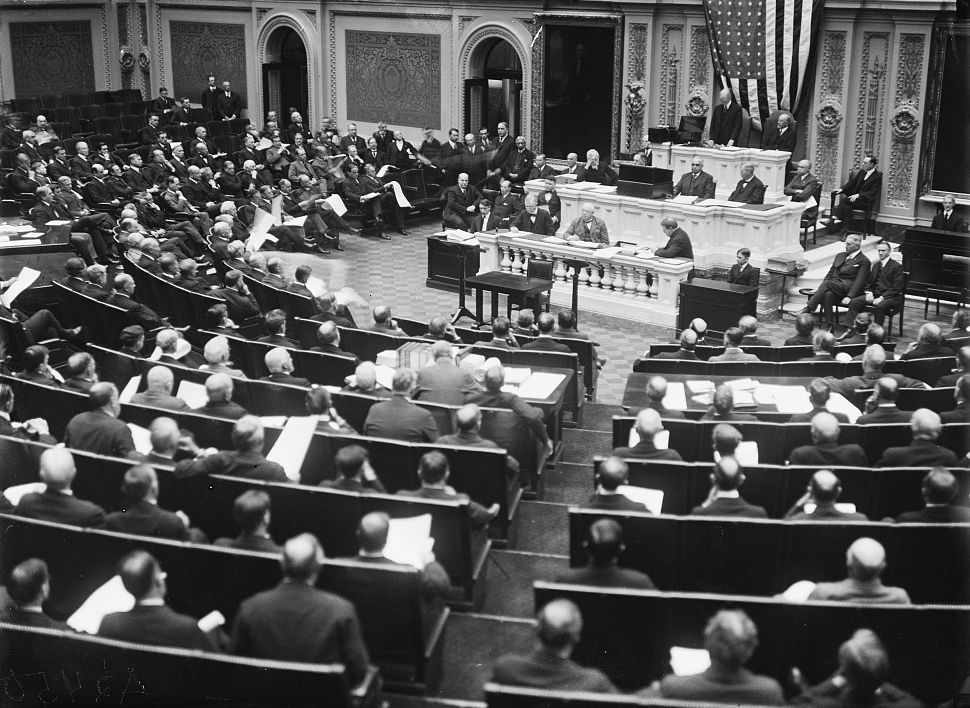
Zasedání Kongresu, cca 1922

### Zákonodárné pravomoci
Podle ústavy veškerá zákonodárná moc náleží Kongresu. Rozsah federální legislativy uvádí článek I, oddíl 8 ústavy, podle kterého Kongres prostřednictvím zákonů reguluje zejména:
- daně, cla a poplatky;
- státní výdaje a státní dluh;
- obranu země a zřizování ozbrojených sil;;
- mezinárodní obchod;
- naturalizační právo;
- ražbu peněz a stanovení kurzu;
- poštovní úřady a poštovní cesty;
- zřizování soudů;
- nakládání s vládním majetkem;
- a další.

Zákony Kongresu některé z těchto pravomocí v určitém rozsahu delegují na prezidenta nebo jiné výkonné orgány.
Pravomoc komor Kongresu je však omezena prezidentským vetem. Po schválení návrhu v obou komorách je zákon přeložen prezidentovi, který jej může podepsat, nebo vrátit té komoře, kde byl navržen. Tato komora pak zahrne prezidentovy námitky do zápisu o projednávání návrhu zákona a uváží je. Pokud poté hlasuje pro návrh dvoutřetinová většina členů dané komory, předá se návrh druhé komoře. Pokud i tam podpoří návrh dvě třetiny, je zákon schválen. Není-li návrh zákona vrácen prezidentem do deseti dnů (neděle nepočítaje) ode dne, kdy mu byl předložen, stává se zákonem i bez jeho podpisu.

### Výkonné pravomoci
Kongres má jisté pravomoci, kterými omezuje rozsah výkonné moci prezidenta. Zejména Senát má v tomto ohledu silné postavení, neboť dle ústavy je jeho souhlas nutný pro jmenování ministrů a dalších vrcholných úředníků - z celkového počtu cca 4 tisíc prezidentem jmenovaných funkcionářů jich Senát schvaluje asi 1200. Rovněž senátnímu schválení podléhají mezinárodní smlouvy, a to kvalifikovanou většinou dvou třetin senátorů. Výjimkou jsou tzv. výkonné dohody, jejichž uzavření však prezident musí Senátu do 60 dní ohlásit. Rovněž pravomoci prezidenta jako vrchního velitele jsou omezeny Kongresem, který má jako jediný právo vyhlásit válku nebo povolit zahraniční nasazení ozbrojených sil.

### Soudní pravomoci
V pravomoci Kongresu je zřizování soudů podřízených Nejvyššímu soudu a Senát rovněž vyslovuje souhlas se jmenováním všech federálních soudců. Je také jediným orgánem, který může federálního soudce odvolat, a to procesem impeachementu. V případě impeachementu prezidenta je pak Kongres soudcem i žalobcem. Prvním krokem ke zbavení prezidenta úřadu je žaloba schválená ve Sněmovně reprezentantů. Soudní porotou je pak Senát a zasedání řídí předseda Nejvyššího soudu. K odsouzení je nutná dvoutřetinová většina všech senátorů.

## Zajímavosti
- Podle analýzy z května 2013 stála průměrná (úspěšná či neúspěšná) kampaň z roku 2012 na jedno křeslo v kongresu 10 476 451 dolarů.[3] Rozpočítáno na téměř dvouletou kampaň je to 14 351 dolarů za den, což je částka srovnatelná s ročními příjmy Američanů v nižší střední třídě.
- Ve 113. kongresu (2013–2015):
  - jsou ženy zastoupeny z 20 % v senátu (20 ze 100) a 18 % ve sněmovně reprezentantů (79 z 435).[4]
  - V obou komorách je 42 černochů a 31 hispánců.[5] Většina z kongresmanů jsou muži-běloši.
  - Přibližně pětina z kongresmanů sloužila v armádě.[5]
  - Podpora Kongresu u Američanů na konci roku 2013 klesla na 9 %.[6]
- Členové kongresu bývají znovuzvoleni ve své pozici v průměru v 90 % případů.[7] Náklady na kampaň pro jejich znovuzvolení jsou zlomek nákladů na získání křesla v Kongresu, pro rok 2012 činily 1 689 580 dolarů.[8]
- Od ledna 2014, poprvé v historii amerického kongresu, je víc než polovina jeho členů milionáři.[9] a desítka nejbohatších z nich má jmění v hodnotě 1,052 miliardy dolarů.[10]
- Podle průzkumu veřejného mínění[11] z dubna 2016 mají naprostou důvěru v kongres USA 4 % a alespoň částečnou 46 % Američanů.
- V zákonodárném procesu jsou obě komory rovnoprávné, dále mají specifické pravomoci (například sněmovna může podat žalobu a senát následně rozhoduje o impeachmentu), nicméně Senát také například schvaluje mezinárodní dohody, vysoké ústavní činitele a další, takovou pravomoc sněmovna nemá. To dělá ze senátu jednu z mála, ne-li jedinou, horní komoru s větší mocí než má dolní komora na světě.